# Chicago
Chicago (angol, IPA ejtése [ʃɪˈkɑːgoʊ], kiejtéseⓘ), becenevén A szelek városa, vagy Szeles város, (Windy City) vagy Chi-town (szleng) az Amerikai Egyesült Államok harmadik legnépesebb városa, a Nagy-tavak egyikének, a Michigan-tónak a partján fekszik, Illinois államban. A Chicagói főegyházmegye központja.
Chicago lakossága 2010-ben 2 695 598 főre volt tehető. Kül- és elővárosaival együtt „Chicagoland” statisztikai körzet népessége kb. 9,6 millió, területe pedig a környező két államba, Indianába és Wisconsinba is átnyúlik, több mint egynegyed Magyarországnyi területet, 25 ezer km²-t fedve le.

## Nevének eredete
A környéket benépesítő potawatomi indiánok a város mai területén fekvő mocsaras területeket saját nyelvükön „Checagou”-nak (fokhagyma, vad hagyma) nevezték, az ide érkező európai telepesek ezt a szót használták az itt futó folyóra is, de kezdetben még „Chetagu”-nak vagy „Shikago”-nak írták, a jelenlegi írásmód csak a város alapításakor rögzült.
Chicago eddigi történelme során rengeteg becenevet kapott, amik közül a legismertebb talán a szeles város (Windy city). Ezt az 1880-as években a New York-i The Sun című lap tette egy csapásra népszerűvé (noha majdnem harminc évvel korábban, 1858-ban a Chicago Tribune egyik számában bukkant fel először). A New York-iak az 1893-as Világkiállítás helyszínéről folyó viták során a város időjárásának kifigurázása céljából kezdték használni, ám a folyamatos gúnyolódás fordítva sült el, a chicagóiaknak annyira megtetszett, hogy átvették és csakhamar a város kedvenc öndefiníciójává vált.

## Története

### Kezdetek
A potawatomi indiánok által lakott területen első „európai” telepesként egy afrikai származású haiti személy, Jean-Baptiste Pointe du Sable telepedett le a helyi törzsfőnök lányával kötött házassága révén, az 1770-es évek elején. Származása miatt az amerikai függetlenségi háború nagy részében egy detroiti börtönben raboskodott, ahonnan csak nem sokkal a háború vége előtt szabadulhatott. Ezután hazatért ugyan, 1795-ben létrehozott egy kereskedelmi pontot (trading post) a mai Chicago területén, de 1800-ban ismeretlen okokból továbbállt nyugat felé.
Három évvel később (1803-ban) az amerikai hadsereg Fort Dearborn néven épített egy erődöt a korábbi kereskedelmi pont helyén, mely azonban az 1812-es brit–amerikai háború során elpusztult. Miután a britek bevették, a lakosokat börtönbe zárták, majd az erődöt földig rombolták, ezt követően egészen 1833-ig nem települt ide senki.

## Testvérvárosok

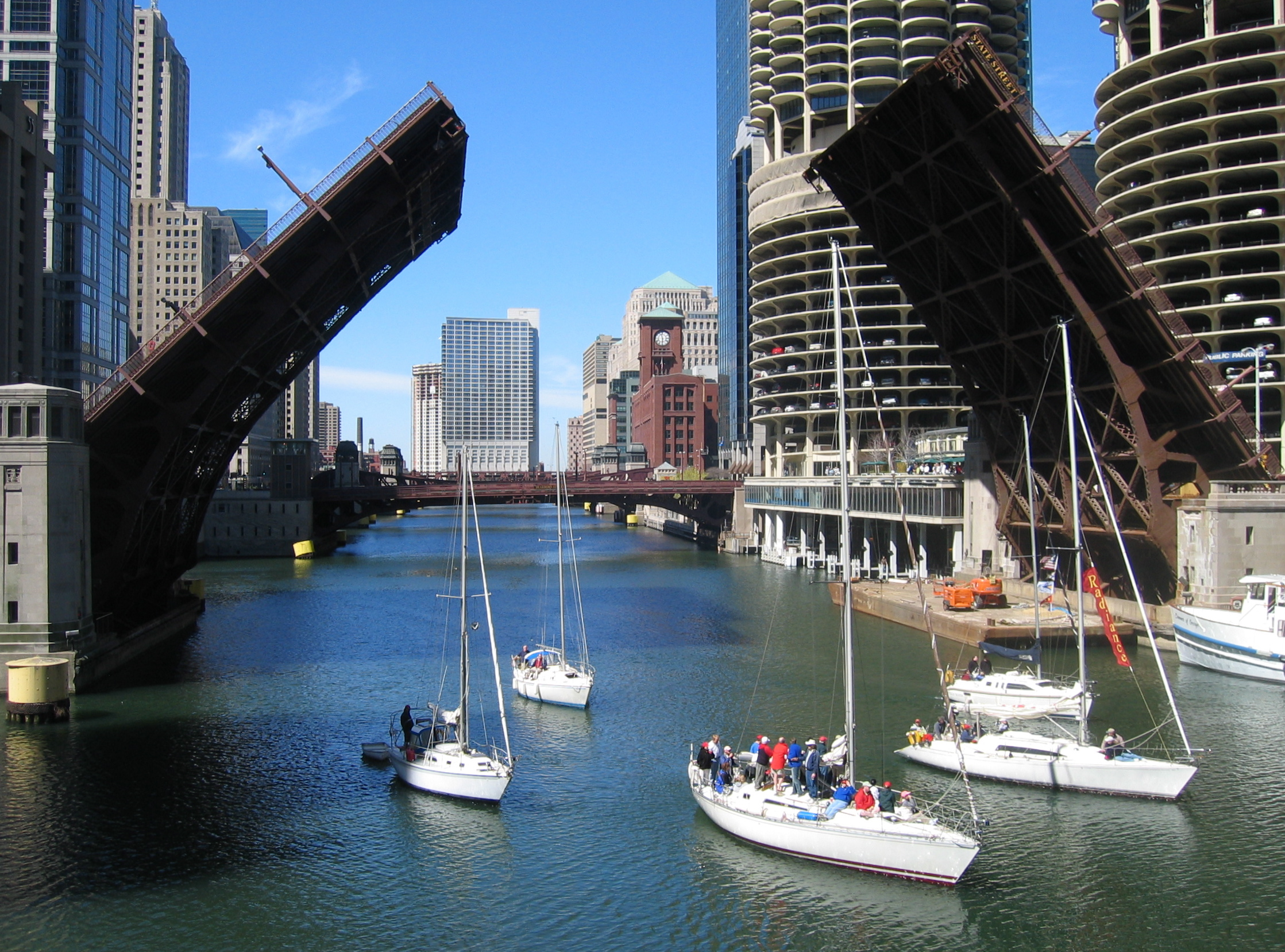
Egy kisebb vitorlásflotta kel át a felhúzott State Steel Bridge alatt

### Újraalapítás
1833 elején 350 telepes költözött a Chicago folyó partján fekvő egykori Fort Deaborn helyére. Telepüket még abban az évben, augusztus 12-én, Chicago néven önálló településsé szervezték. A község néhány év alatt közel négyezressé nőtt, így 1837. március 4-én városi rangra emelkedett, azon a napon, mikor Illinois állam részévé vált.
Kiváló földrajzi elhelyezkedése folytán a nyugat felé terjeszkedő Amerikai Egyesült Államok fő kiindulópontjává vált. 1848-ban nyitották meg az Illinois és Michigan Csatornát, mely a Nagy-tavakat kötötte (és köti) össze a Mississippi (folyó) folyóval, ezáltal megnyílt az út dél felé, egészen a Mexikói-öbölig. Szintén ebben az évben készült el az első vasútvonal is, ennek köszönhető, hogy 1890-re Amerika második legnagyobb városává nőtte ki magát, mintegy 1,1 millió ember otthonát jelentve. 1855. április 21-én chicagói sörlázadás néven ismert zavargások törtek ki a városvezetés és a német és ír bevándorlók között az italméréseket érintő rendelkezések miatt.
Chicago az eredeti kiindulópontja a később legendássá vált 66-os útnak és a szintén legendássá vált, a keletet a nyugattal összekötő első transzkontinentális vasútvonalnak is.
Az 1860-as elnökválasztáson a Republikánus párt itt mutatta be saját jelöltjét, Abraham Lincolnt a posztra, aki később el is nyerte az elnöki széket. A polgárháború alatt semmilyen katonai eseményre nem került sor a városban, vagy környékén.

### A nagyváros

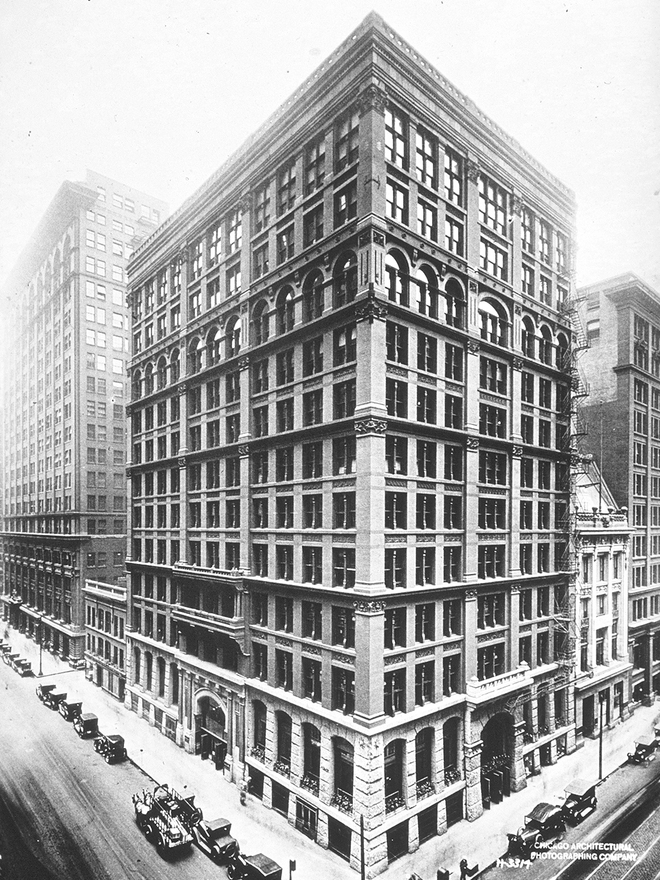
A Home Insurance Building, a világ első felhőkarcolója

1871. október 8-a és 10-e között pusztított az Egyesült Államok egyik legnagyobb 19. századi katasztrófájának számító nagy chicagói tűzvész, 125 halottat és egy teljesen leégett belvárost hagyva maga után. Az újjáépítés az amúgy is prosperáló város gazdaságának egy újabb lökést adott, lakossága 1870 és 1900 között 299 000-ről közel 1,7 millióra duzzadt. A világ első felhőkarcolója, a Home Insurance Building is itt épült fel 1885-ben. A maga 10 emeletével és 42 méteres magasságával egészen 1890-ig a világ legmagasabb épületének számított (1931-ben bontották le)
1886. május 1-jén a munkásszakszervezetek sztrájkot szerveztek a nyolc órás munkaidő bevezetéséért, melyet május 4-én az azóta legendássá vált haymarketi zavargás zárt le, mikor is a tüntető munkások közé vegyült anarchisták egy bombát dobtak a rendőrök közé, akik viszonzásul azonnal tüzet nyitottak. Több tucat sebesült maradt a helyszínen, akik félve a letartóztatástól nem mentek kórházba. Összesen 11 ember (7 rendőr és 4 tüntető) vesztette életét. A későbbi perek során nyolc szocialista-anarchistát állítottak bíróság elé Mathias J. Degan rendőr meggyilkolásának vádjával. Louis Lingg, August Spies, Albert Parsons, Adolph Fischer, és George Engel halálos ítéletet, míg másik két társuk, Michael Schwab és Samuel Fielden életfogytiglani, illetve Oscar Neeble 15 éves börtönbüntetést kapott. A halálraítélteket 1887. november 11-én kivégezték (egyikük korábban a börtönben öngyilkos lett), a többiek kormányzói kegyelem útján 1893-ban kiszabadultak. A május elsejei ünnep, azaz a munka ünnepe erre az eseményre emlékszik.
A hatékony lobbizásnak köszönhetően Chicago rendezhette meg az 1893-as világkiállítást, melyen egyúttal Amerika felfedezésének 400. évfordulóját is ünnepelték. A kiállítás helyszínének vitája során kapta a város a New York-i újságíróktól a szeles város (Windy City) gúnynevet, ám a vicc fordítva sült el, a chicagóiaknak annyira megtetszett, hogy átvették és csakhamar a város kedvenc öndefiníciójává vált. Az esemény mintegy 27,5 millió látogatót vonzott, mind a mai napig az egyik legsikeresebb világkiállítást produkálva és óriási hatást gyakorolva a kor építészetére és designjára. (Innen indult hódító útjára a magasépítészet, Amerika és a világ számos pontján jelentek meg a chicagói mintára épült és addig szinte kizárólag Chicagóban fellelhető felhőkarcolók.)

### XX. század

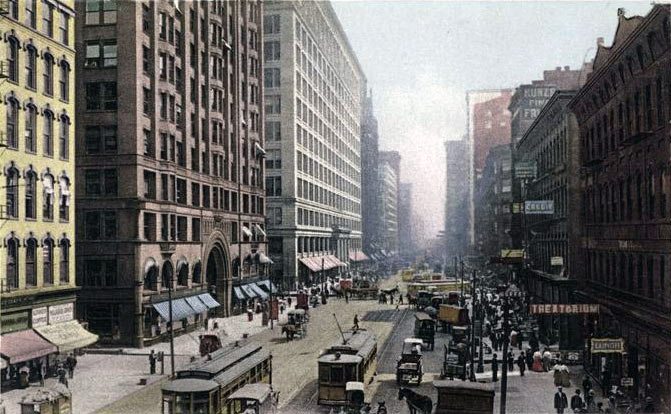
State Street, 1907 körül

A gyors növekedés valamint a rengeteg gyár és üzem teljesen tönkretette a Michigan-tó vizét, mely a 20. század elejére komoly problémává terebélyesedett, a város már nem volt képes elegendő ivóvízzel ellátni lakóit. A problémát 1900-ban egy zsiliprendszer kiépítésével oldották meg, a Chicago folyó folyásirányát megfordítva az Illinois folyóba, így a szennyvíz már nem a tóba ömlött.
Az 1920-as évek kétes hírnevet hoztak Chicagónak, mikor a gengszterháborúkból győztesen kikeveredő Al Capone gyakorlatilag a teljes várost az irányítása alá vonta egészen 1931-es bebörtönzéséig.
A nagy fekete-amerikai migráció idején (1914-1950 között, mikor több millió déli fekete indult északra az első, majd a második világháborúba távozott illetve ott elesett katonák munkahelyeinek betöltésére) több ezer déli fekete települt be a városba, óriási lökést adva a zenei életnek. Itt kapta nevét és indult világhódító útjára a jazz.
1942. december 2-án a szigorúan titkos Manhattan terv keretében a Chicagói Egyetem laborjában végezték a világ első irányított nukleáris láncreakcióját.
1973. május 3-án nyitotta meg kapuit a 442 (antennával együtt 527) méter magas Sears Tower, mely 1998-ig a világ legmagasabb épülete volt, ma is Chicago egyik szimbóluma, jelképe.
Az 1950-es évek elejétől kezdve a város közép és felső osztályának egy jelentős része (mintegy 700 000 ember) költözött ki a kül- és elővárosokba, de az amerikai 'trenddel' szemben a kiürült, illetve elszegényedett városrészek az 1990-es évek óta folyamatosan kezdenek feléledni, folyamatosan tér vissza beléjük az élet.

## Fekvése, földrajza

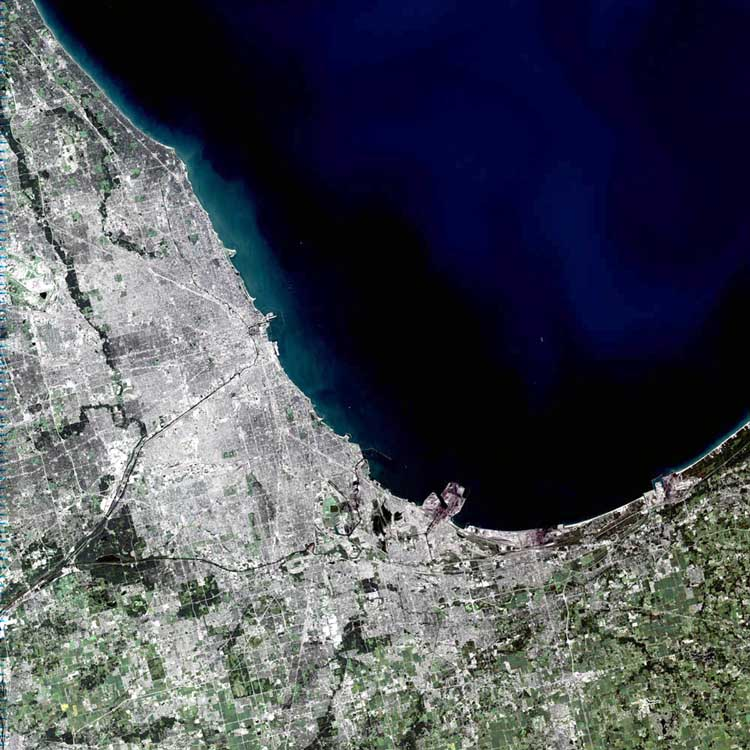
Műholdfelvétel Chicagóról és környékéről, összefoglaló nevükön Chicagolandról

Chicago Illinois állam északkeleti és a Michigan-tó délnyugati pontjainak találkozásánál, a Michigan-tó partján, a kontinentális vízválasztó vonalán, a chicagói hordúton (természetes vízlefolyás) fekszik, mely hordút köti össze a Nagy-tavak és a Mississippi folyó vízgyűjtő területét. Ennélfogva nem meglepő, hogy egy hajózható csatorna mellett (mely a Chicago folyót köti össze a Des Plaines folyóval) két szintén hajózható folyó (Chicago és Calumet folyó) fut keresztül a városon. Chicago hivatalos földrajzi koordinátái é. sz. 41° 53′ 00″, ny. h. 87° 39′ 00″41.883333°N 87.650000°W
Az 1830-as években ide érkező telepesek a Chicago folyó torkolatánál építették fel első otthonaikat. Az azóta eltelt idő alatt Chicago rengeteget terjeszkedett, a legutóbbi felmérés szerint ma összesen 606 1 km² kiterjedésű, melyből 588,3 km² a szárazföld és 17,8 km² a vízfelület (az összterület 2,94%-a).
A város teljesen sík terepre épült, átlagosan a tengerszint felett 176 méterrel fekszik. Legalacsonyabb pontja 176 m (a Michigan-tó partján), míg legmagasabb pontja 224 m, mely egy töltés, a város legdélibb részén. (é. sz. 41° 39′ 18″, ny. h. 87° 34′ 44″41.655000°N 87.578889°W).
A környezetében futó több kisebb törésvonal miatt az első feljegyzett földrengés (1804) óta több újabb is megrázta a várost, legutóbb egy, a Richter-skála szerinti 4,3-es erősségű földmozgás okozott kisebb károkat néhány épület díszítésében 2004. június 28-án.

### Klímája
Az uralkodó éghajlat nedves kontinentális. A nyár forró és párás, a júliusi napi átlaghőmérséklet 29,3 °C. A tél hideg, havas, szeles, a januári átlaghőmérséklet -4,7 °C. Télen a hőmérséklet gyakran marad fagypont alatt. A tavaszi és őszi enyhe évszakokban alacsony a páratartalom.
A városban mért legmagasabb hőmérséklet 42 °C volt, melyet 1934. június 1-jén és 1936. július 11-én mértek. A legalacsonyabb hőmérséklet -33 °C volt, melyet 1985. január 20-án mértek az O’Hare repülőtéren.
| Hónap                         | Jan. | Feb. | Már. | Ápr. | Máj. | Jún. | Júl. | Aug. | Szep. | Okt. | Nov. | Dec. | Év   |
| ----------------------------- | ---- | ---- | ---- | ---- | ---- | ---- | ---- | ---- | ----- | ---- | ---- | ---- | ---- |
| Átlagos max. hőmérséklet (°C) | 0,1  | 2,5  | 8,7  | 15,6 | 21,6 | 27,0 | 29,3 | 28,1 | 24,3  | 17,3 | 9,5  | 2,1  | 15,6 |
| Átlagos min. hőmérséklet (°C) | −7,5 | −5,4 | −0,4 | 5,2  | 10,7 | 16,3 | 19,4 | 18,7 | 14,2  | 7,5  | 1,5  | −5,2 | 6,3  |
| Átl. csapadékmennyiség (mm)   | 52   | 49   | 69   | 92   | 105  | 103  | 102  | 101  | 84    | 82   | 87   | 65   | 992  |
| Havi napsütéses órák száma    | 136  | 138  | 186  | 216  | 282  | 312  | 319  | 282  | 228   | 192  | 114  | 105  | 2510 |
| Forrás: NOAA                  |      |      |      |      |      |      |      |      |       |      |      |      |      |

## Demográfia
Az amerikai nagyvárosoktól eltérően Chicagóban a fehér, a fekete illetve a spanyol ajkú lakosság közel azonos arányban van jelen, mely az államok egyik legnagyobb etnikai és kulturális olvasztótégelyévé teszi. A városban élőket angolul Chicagoan-nak hívják.
| Chicago lakosainak száma évtizedenként | Chicago lakosainak száma évtizedenként | Chicago lakosainak száma évtizedenként |
| -------------------------------------- | -------------------------------------- | -------------------------------------- |
| Évtized                                | Lakosság                               | Rangsor                                |
|                                        |                                        |                                        |
| 1840                                   | 4470                                   | 92.                                    |
| 1850                                   | 29 963                                 | 24.                                    |
| 1860                                   | 112 172                                | 9.                                     |
| 1870                                   | 298 977                                | 5.                                     |
| 1880                                   | 503 185                                | 4.                                     |
| 1890                                   | 1 099 850                              | 2.                                     |

| Chicago lakosainak száma évtizedenként | Chicago lakosainak száma évtizedenként | Chicago lakosainak száma évtizedenként |
| -------------------------------------- | -------------------------------------- | -------------------------------------- |
| Évtized                                | Lakosság                               | Rangsor                                |
|                                        |                                        |                                        |
| 1900                                   | 1 698 575                              | 2.                                     |
| 1910                                   | 2 185 283                              | 2.                                     |
| 1920                                   | 2 701 705                              | 2.                                     |
| 1930                                   | 3 376 438                              | 2.                                     |
| 1940                                   | 3 396 808                              | 2.                                     |
| 1950                                   | 3 620 962                              | 2.                                     |

| Chicago lakosainak száma évtizedenként | Chicago lakosainak száma évtizedenként | Chicago lakosainak száma évtizedenként |
| -------------------------------------- | -------------------------------------- | -------------------------------------- |
| Évtized                                | Lakosság                               | Rangsor                                |
|                                        |                                        |                                        |
| 1960                                   | 3 550 404                              | 2.                                     |
| 1970                                   | 3 366 957                              | 2.                                     |
| 1980                                   | 3 005 072                              | 2.                                     |
| 1990                                   | 2 783 726                              | 3.                                     |
| 2000                                   | 2 896 016                              | 3.                                     |
| 2010                                   | 2 695 598                              | 3.                                     |

Chicago közel egy évszázadon át az Egyesült Államok második legnagyobb városa volt, mígnem a közel 40 éven át tartó folyamatos elvándorlás miatt (mintegy 700 000 ember költözött ki a városból) a harmadik helyre csúszott vissza, de még így is csupán New York és Los Angeles népesebb nála. Az elvándorlási folyamat az 1990-es években állt csak meg, azóta viszont folyamatos növekedés figyelhető meg a lakosság számát illetően, mely révén a korábban elnéptelenedett városrészek ismét kezdenek megtelni élettel.
Becslések szerint Varsó után Chicagóban él a legtöbb lengyel, aminek oka, hogy 1918-ig nem létezett független lengyel állam, így sokan emigráltak Chicagóba. Napjainkig a lengyel diaszpóra egyik legfontosabb központja. A Jefferson Parkban a Munka Ünnepén rendszeresen megtartják a Taste of Polonia (Lengyelország íze) nevű fesztivált, aminek  keretében a lengyel gasztronómia érdekességeit mutatják be és a lengyel kulturális örökségeket és hagyományokat.
A városban 500 000 amerikai olasz él, ami New York és Philadelphia után a harmadik legnagyobb olasz közösség az Egyesült Államokban. Az olaszok hagyományosan a Taylor Street és a Grand Avenue környezetében élnek a város nyugati részén.
A városnak jelentős mértékű román lakossága van. Az USA-ban a harmadik legnépesebb délkelet-ázsiai lakossággal rendelkezik a város, főleg indiai és pakisztáni lakosokkal.
2010-es népszámlálás szerint az USA-ban Chicago rendelkezik a harmadik legnépesebb puerto ricoi és a negyedik legnépesebb mexikói lakossággal.

### LMBT lakosság
Chicago az Egyesült Államok harmadik legnépesebb LMBT közösségével rendelkezik. 2015-ben a lakosság 4%-a vallotta magát LMBT-hez tartozónak. 2013 óta amióta Illinois államban engedélyezik az azonos nemű párok házasságát, csak Cook megyében mintegy 10 ezer azonos nemű pár kelt egybe.

## Közigazgatás
Chicago Illinois állam Cook megyéjének közigazgatási központja. A városi közgyűlésbe az 50 választókerület 1-1 tagot delegál, melynek feje a polgármester, akit négyévente választ meg magának a lakosság, akárcsak a kincstárnokot és a hivatalnokokat is.
A városvezetés felkérésére a Chicagói Egyetem Szociológiai Tudományos Kutató Bizottsága az 1920-as években nagyszabású szociológiai felmérések útján Chicagót 75 kerületre osztotta fel, melyek határai és nevei nagyjából megegyeztek a környékek akkori elnevezéseivel és határaival. Ez a szám az 1950-es években az O’Hare nemzetközi repülőtér bekebelezésével előbb 76-ra, majd az 1980-as években a 3. kerület kettéosztásával 77-re nőtt.
Mára többen elavultnak tartják ezt a fajta felosztást, mivel sokkal inkább környékekre, negyedekre (neighbourhoods) mint kerületekre bontható a város. A jelenlegi kerülethatárok már nem tükrözik a város fejlődését, átrendeződését, határait, többnek az elnevezése lecserélődött, átalakult, esetleg „odébb tolódott” vagy épp egyszerűen kiment a közhasználatból.
Ezen környékek, negyedek között (melyek szintén 77-en vannak) esetenként óriási szociális, etnikai, kulturális, vagy más különbségek is előfordulhatnak.
Lásd még: Chicago testvérvárosai

## Közlekedés

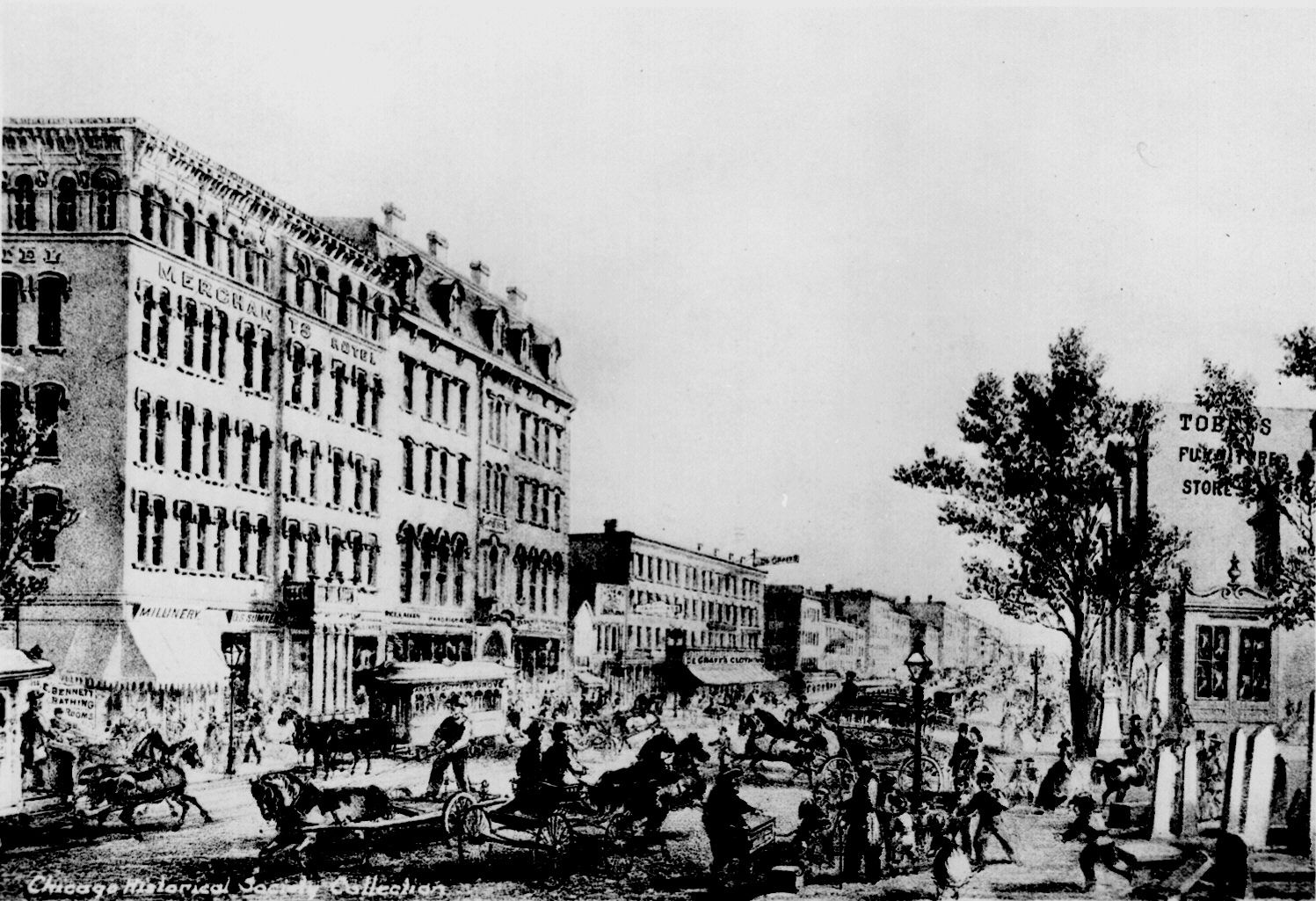
Történelmi Chicago

Chicago az Amerikai Egyesült Államok közlekedési hálózatának egyik legfőbb csomópontja, egyben a világ harmadik legnagyobb belföldi kikötője Hongkong és Szingapúr után, minek révén jelentős szerepet tölt be a világpiacon is.
A város utcái elsősorban az Amerikában megszokott négyzethálós minta szerint épültek. A számozásuk (és a házszámok is) a „középen” fekvő két utcától, a State Street-től kelet-nyugati (East-West) irányban, illetve Madisontól az észak–déli (North-South) irányban indulnak. A városon keresztülhaladó, illetve az innen kiinduló autópályák (összesen hét) szintén rendelkeznek saját utcanévvel a város határain belül. Fontos vasúti csomópont is. Két nagy vasúttársaság hálózatát kapcsolja össze.

### Tömegközlekedés
A tömegközlekedést szinte egészét a Chicago Transit Authority (CTA) bonyolítja 1947-es alapítása óta, közel 160 különböző buszjárattal és 8 felszíni vasútvonallal. Ez utóbbit a chicagóiak „Chicago El”, „Chicago L”, „El”, „the 'L'” vagy „CTA Trains” néven emlegetik legtöbbször. Ehhez járul hozzá további 11 Metra HÉV vonal is, (ez egy magáncég), melyek a CTA 8 vonalából 6-ot használnak, így kötve össze a két rendszert. Ezekhez járul hozzá a Pace vállalat, mely néhány, kizárólag a várost a külvárosokkal összekötő buszjáratot üzemeltet.

### Repülőterek
Chicagót három repülőtér szolgálja ki, melyből kettő nemzetközi és egy belföldi:
- O’Hare nemzetközi repülőtér (a város területén belül, a 76. (O’Hare) kerületben)
- Gary/Chicago nemzetközi repülőtér (a Chicagótól 25 km-re fekvő Gary városában)
- Midway nemzetközi repülőtér (kizárólag belföldi áruforgalmi, az 56. és a 64. kerület (Garfield Ridge és Clearing) területén fekszik)

## Kultúra

### Művészetek
Chicago volt az otthona a XX. század egyik legmeghatározóbb modernista művészeti irányzatának, a Bauhausnak, pontosabban az amerikába való áttelepülése után a New Bauhausnak. Olyan művészek éltek és alkottak itt, mint Paul Klee, Kandinszkij, Moholy-Nagy László vagy épp Oskar Schlemmer.
A Modern Művészetek Múzeuma e sajátos műfaj egyik vezető intézménye.
Chicago a világ egyik építészeti központja, itt építették fel a világ első felhőkarcolóját, melynek hatására indult hódító útjára a magasépítészet.

### Zene

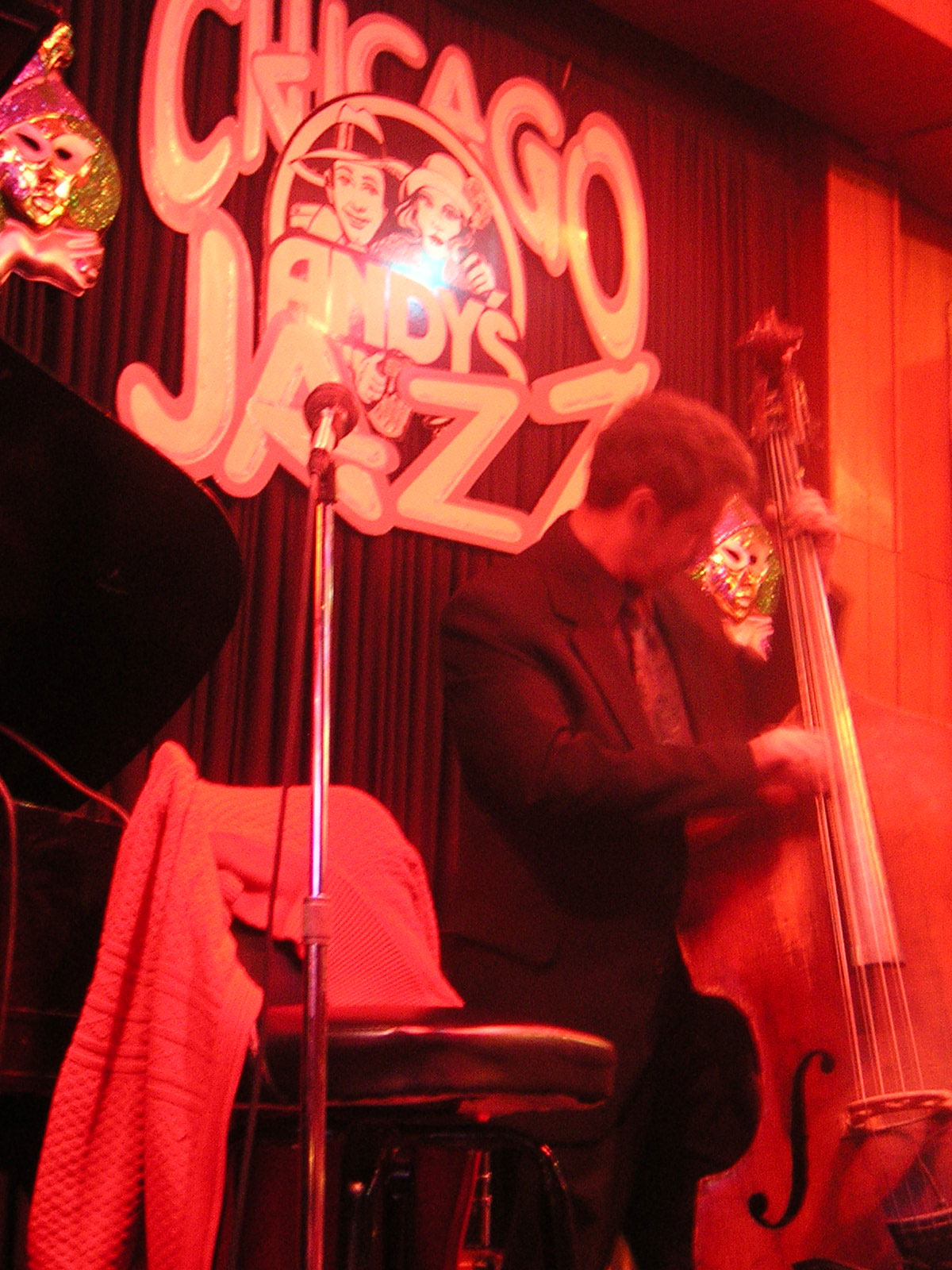
Andy's Chicago Jazz Club

- Több zenei stílus szülőhelye: a Chicago blues, a Chicago soul és a Chicago house nevében is viseli eredetét.
- Jazz: Chicago a jazz világának egyik legmeghatározóbb helyszíne, az első otthona. Ez volt az első város, mely befogadta az új zenei irányzatot majd el is keresztelete azt „jass”-nek. Az írásmódot később jazz-re változtatták, mert a plakátokon rendszeresen lekaparták a „j” betűt, miáltal az „ass” (magyarul: segg) szó volt olvasható.
- A hagyományos zenei elemeket korszerű tánczenei motívumokkal ötvözték; itt használtak először elektromos gitárt.
- Rock & Alternatív: Az alternatív valamint a rock kultúrában is több ismert, népszerű banda otthona, többek között a SOiL, a Disturbed, a The Smashing Pumpkins, a Fall Out Boy, az Alkaline Trio vagy épp a Big Black székhelye is Chicago.
- R&B, Hip-Hop: A mai modern amerikai hiphopkultúra több prominens figurája, úgymint Kanye West, R Kelly vagy épp Twista szintén itt élnek és alkotnak.
- Komoly: A Chicagói Szimfonikus Zenekar az Egyesült Államok egyik leghosszabb ideje működő és az egyik legnagyobb tiszteletnek örvendő zenekara.

### Múzeumok, kiállítások

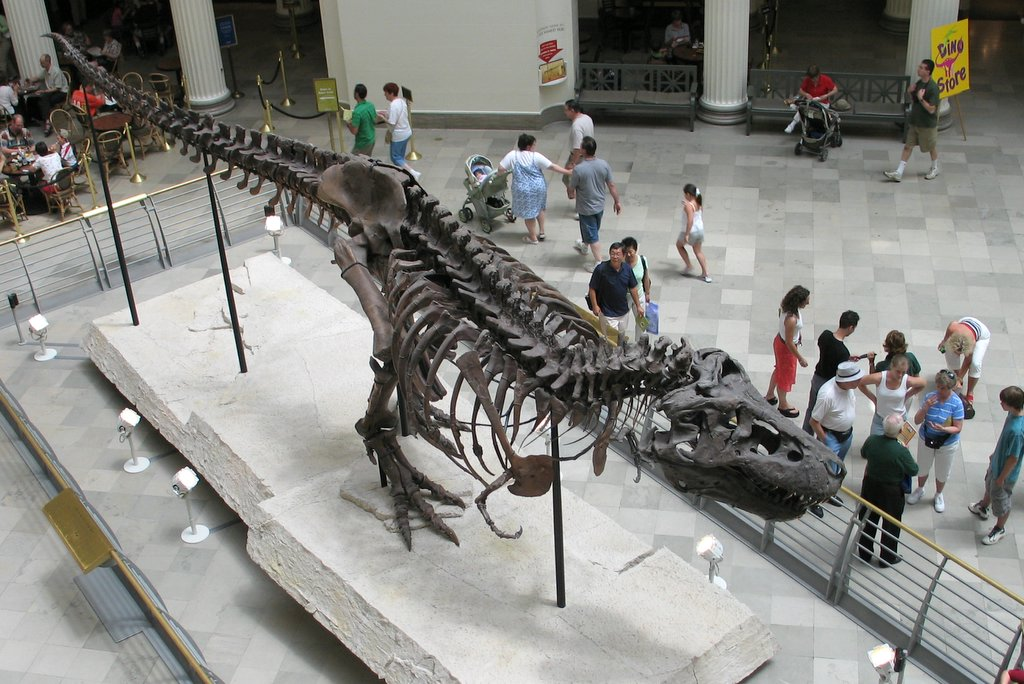
Sue, a világ legteljesebb Tyrannosaurus csontváza a Field Museum of Natural History előcsarnokában

## Híres chicagóiak

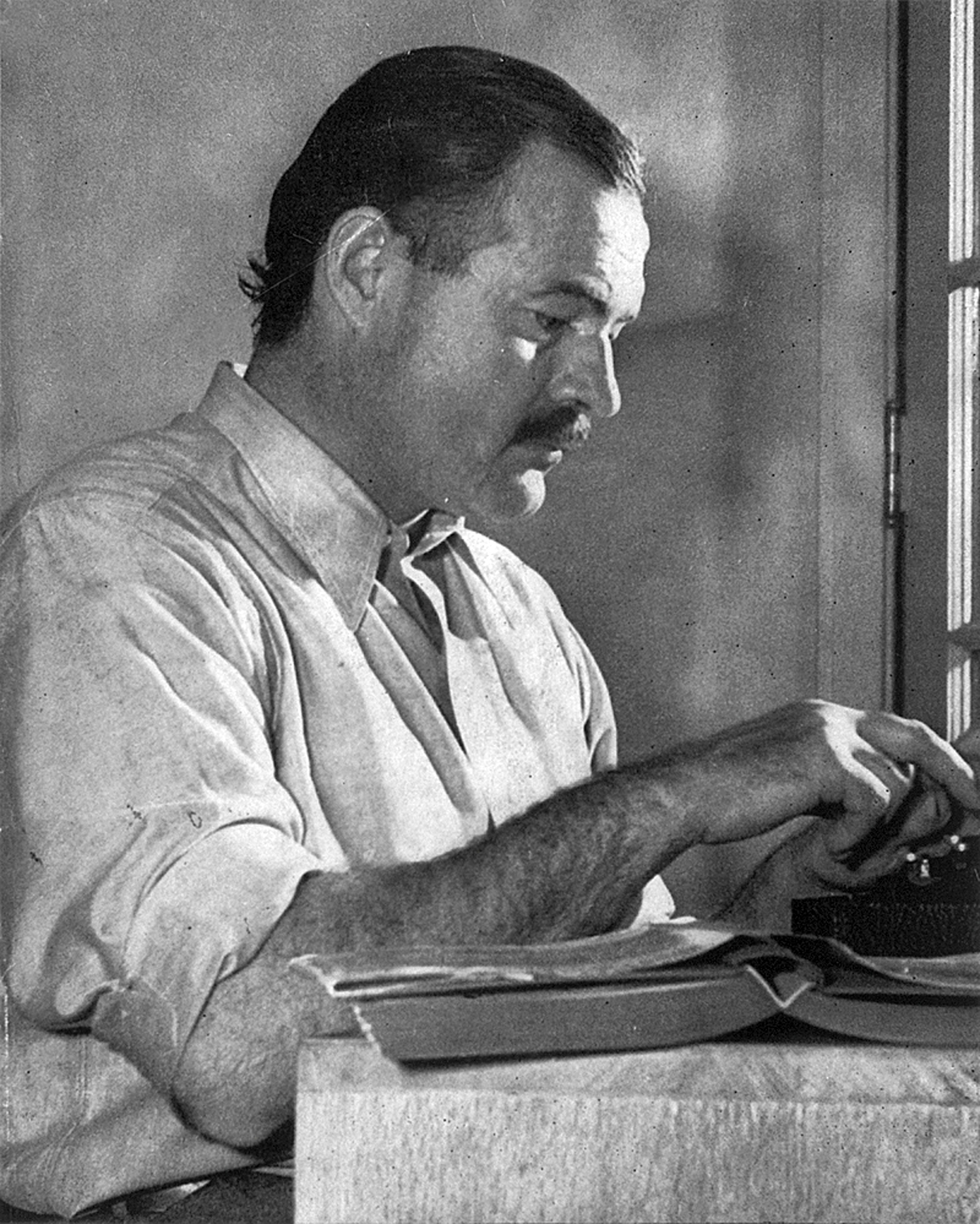
Ernest Hemingway